# Baanvaksnelheid

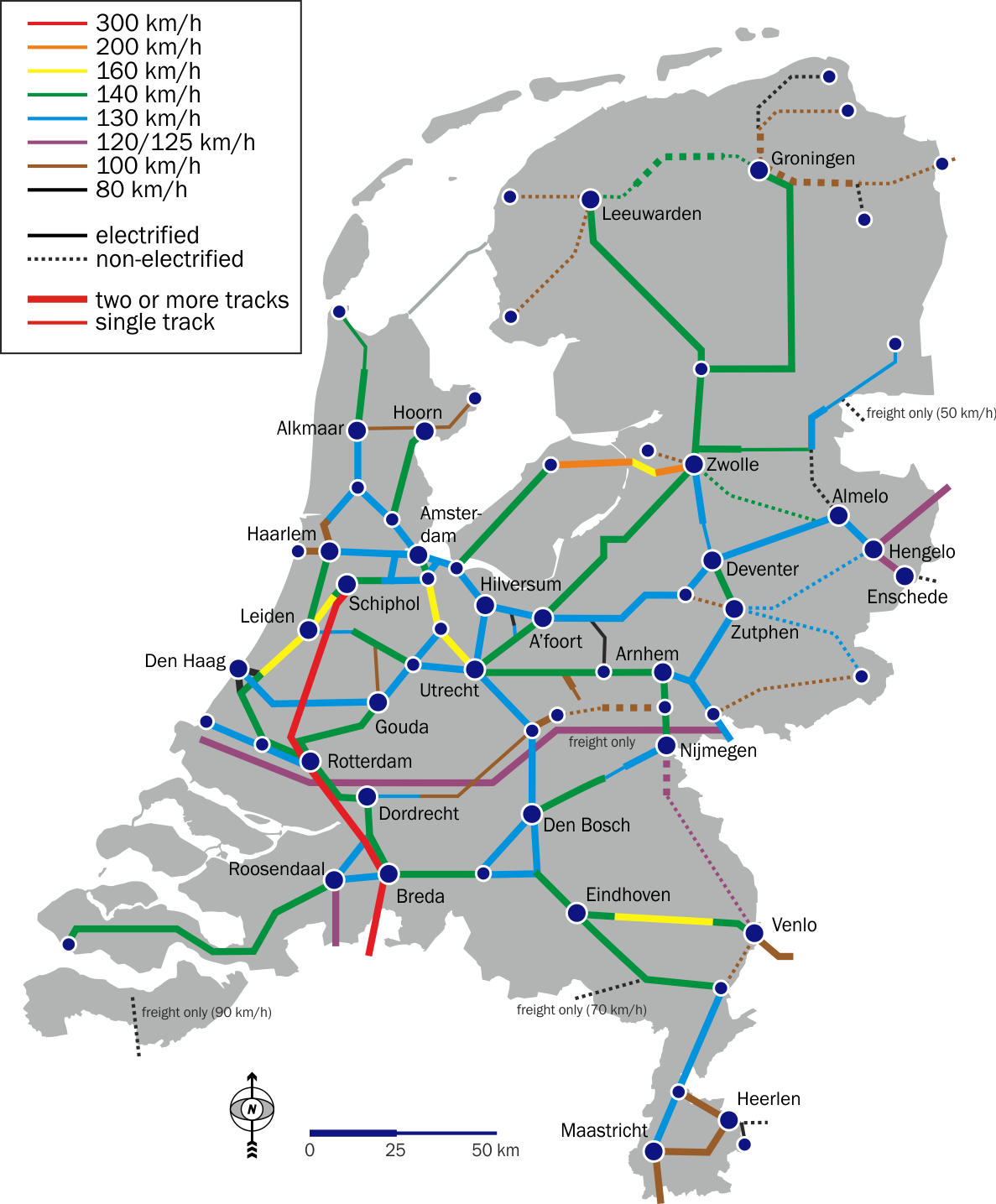
Maximumsnelheden op de spoorlijnen in Nederland

Met de baanvaksnelheid, referentiesnelheid of refertesnelheid (BE) wordt meestal de maximumsnelheid bedoeld, die een trein op een baanvak mag rijden. In de Regeling spoorverkeer wordt dit plaatselijk toegestane snelheid genoemd.

## Beveiliging
De baanvaksnelheid wordt gecontroleerd door de beveiligingsapparatuur langs de baan. In Nederland is dat op de meeste trajecten ATB Eerste Generatie. De maximumsnelheid die dat beveiligingssysteem toelaat is 140 km/h. Op de trajecten waar 160 km/h gereden mag worden, functioneren aangepaste systemen: ATBL-NL op Den Haag-Hoofddorp en in de toekomst ERTMS tussen Utrecht en Amsterdam Bijlmer ArenA en op de Hanzelijn. Op de laatste twee lijnen komt ERTMS voor naast het oudere ATB-systeem ('dual signalling'). Het ERTMS-systeem heeft in Europees verband de voorkeur, maar is duur, zowel in de ombouw van de infrastructuur als in de ombouw van treinen. Aanleg van ERTMS op het traject Schiphol-Den Haag zou bijvoorbeeld €85 miljoen kosten; €100.000-€250.000 per kilometer spoor. Ombouw van genoeg intercitymaterieel om zo'n traject mee te bedienen zou nog eens €122 miljoen kosten. Ombouw van al het materieel, nodig als het ATB-systeem verdwijnt, zou €240 miljoen kosten, waarvan €200 miljoen voor het materieel van de NS, en de overige €40 miljoen voor andere vervoerders.

## Bebording
De baanvaksnelheid wordt door middel van borden aan de machinisten kenbaar gemaakt. Op de borden wordt de snelheid in tientallen aangegeven, bijvoorbeeld een 8 voor 80 km/h. De borden zijn vierkant, wit met een zwarte rand en worden langs de spoorbaan geplaatst op zogenoemde flespalen.
Om aan te geven dat de maximumsnelheid geldt wordt een groene driehoek met een zwarte rand gebruikt met de punt naar boven; dit bord mag met de aangegeven snelheid (of, indien geen snelheid is aangegeven, met 125 km/h) worden gepasseerd.
Gele driehoekige borden met de punt naar beneden geven aan dat de snelheid verlaagd moet worden tot de aangegeven snelheid. Als er een 'C' om het cijfer heen staat, dan geldt de beperking alleen voor goederentreinen.

Snelheidsseinen
Vooraankondiging: snelheid verminderen tot max. 40 km/h
Vanaf hier max. 40 km/h (afwijkend van baanvaksnelheid)
Vooraankondiging: snelheid verminderen tot max. 40 km/h
Vanaf hier baanvaksnelheid, in dit geval max. 130 km/h

## Baanvaksnelheid in Nederland
In Nederland is voor ieder baanvak een baanvaksnelheid bepaald.
Op een vrije baan, een stuk spoor zonder emplacement, is die doorgaans 130 of 140 km/h.
Op een aantal baanvakken mag sneller gereden worden:
- de middelste twee sporen tussen Den Haag Mariahoeve en Hoofddorp, waar treinen van Eurostar Red en Blue (bij omleidingen) 160 km/h mogen rijden;
- het spoor tussen Helmond en Horst-Sevenum, waar tijdens proefritten 160 km/h gereden kan worden;
- Utrecht Centraal-Amsterdam Bijlmer ArenA, waar 160 km/h gereden mag worden en het beveiligingssysteem ERTMS geïnstalleerd is;
- de Hanzelijn, waar met ERTMS 200 km/h gereden mag worden;
- de HSL-Zuid, waar de baanvaksnelheid 300 km/h is.

In stedelijk gebied ligt de maximumsnelheid meestal lager, vaak rond de 80 km/h. Dat is tevens de meest geldende passeersnelheid op stations aan doorgaande lijnen; soms mag echter met 100 km/h worden doorgereden, en bij Nieuw Vennep, Leiden Centraal en De Vink zelfs 160 km/h. Op emplacementen rond de grootste stations is de maximumsnelheid vaak 40 km/h. Nadeel is dat het beveiligingssysteem ATB-EG bij die lage snelheden niet functioneert.